# Alain Siritzky
Alain Siritzky est un producteur français de cinéma, principalement érotique, né à New York, où sa famille s’était réfugiée, le 11 août 1942 et décédé le 11 octobre 2014 dans un hôpital parisien où il était soigné.
Il est surtout connu pour avoir produit des dizaines de suites d'Emmanuelle (à partir des années 1990 pour la télévision et le marché vidéo). Il avait été le distributeur en 1974 du film Emmanuelle, qui fut un très gros succès commercial.
En 1985, il a produit trois adaptations de bande dessinée pour adulte, dont deux auteurs de Charlie Hebdo : Le Cowboy d'après Georges Wolinski, réalisé par Georges Lautner avec Aldo Maccione, et Gros Dégueulasse d'après Jean-Marc Reiser, avec Maurice Risch. Le troisième est Le Déclic d'après Milo Manara, avec Jean-Pierre Kalfon.